# Нова Пустоварівка
Нова́ Пустова́рівка — село в Україні, у Сквирській міській громаді Білоцерківського району Київської області. Населення становить 98 осіб.
Засноване в 1919 році жителями села Пустоварівка, які в 1913 році вирішили переселитися на Далекий Схід, але в 1919 році повернулися назад. Їм було відведено землю під забудову, так званий Попів хутір. Біля села знайдені поселення епохи бронзи та скіфських часів.

## Населення

### Мова
Розподіл населення за рідною мовою за даними перепису 2001 року:
| Мова       | Кількість | Відсоток |
| ---------- | --------- | -------- |
| українська | 96        | 97.96%   |
| російська  | 2         | 2.04%    |
| Усього     | 98        | 100%     |